# Morris Simmonds

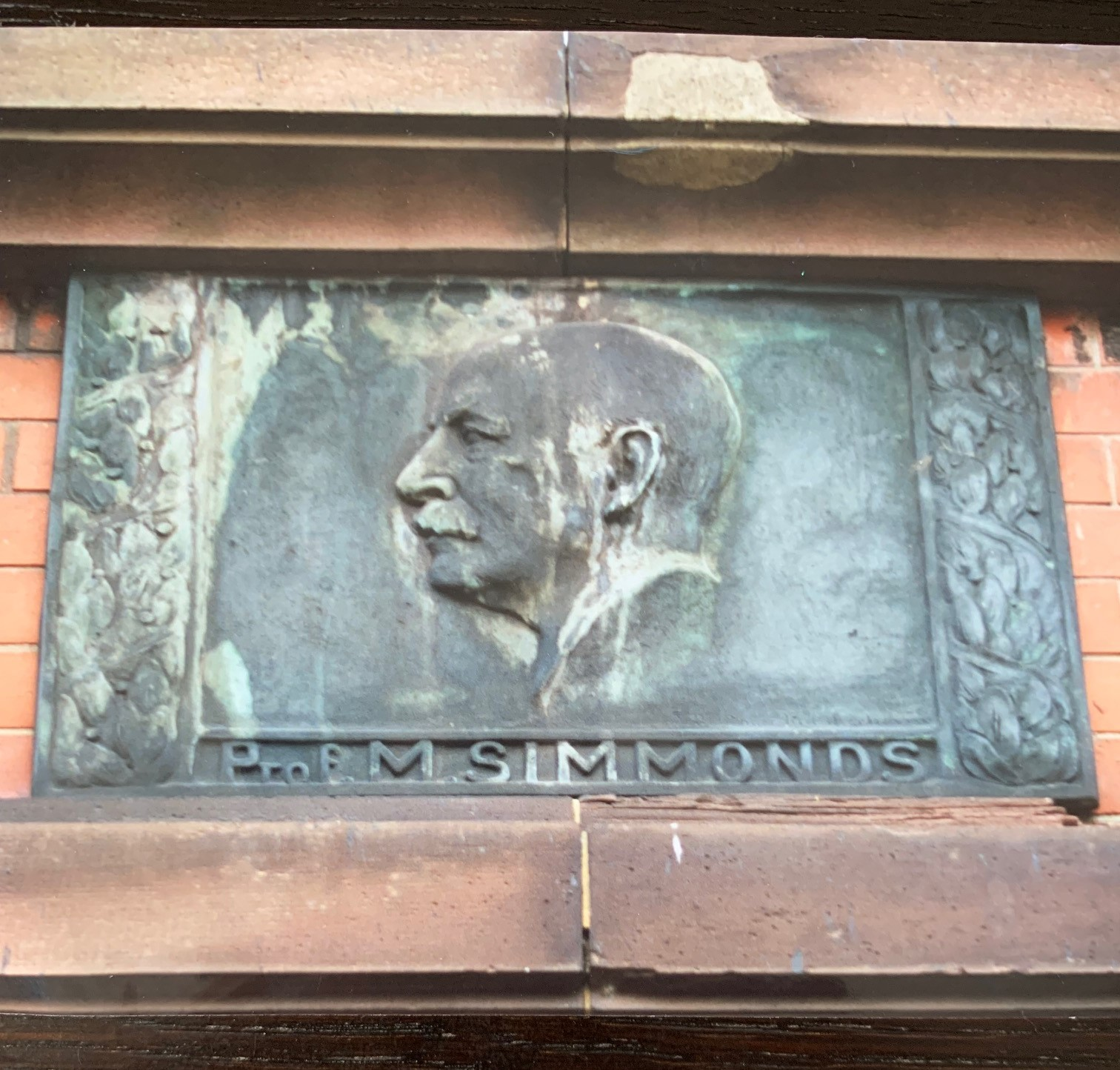
Morris Simmonds, Relief über dem Eingang des Pathologischen Instituts vom Allgemeinen Krankenhaus St. Georg in Hamburg

Morris Simmonds (* 14. Januar 1855 auf Saint Thomas, Dänisch-Westindien; † 4. September 1925 in Hamburg) war ein deutscher Pathologe.  

## Leben
Simmonds wurde auf der dänischen Insel Sankt Thomas in der Karibik geboren; die jüdische Familie siedelte aber schon 1861 nach Hamburg über. Er besuchte die Gelehrtenschule des Johanneums. Nach dem Abitur begann er an der Eberhard-Karls-Universität in Tübingen Medizin zu studieren. 1873 wurde er im Corps Borussia Tübingen recipiert. Simmonds „war ein vorzüglicher Fechter; den kleinen Mann auf der Mensur stehen zu sehen, war ein wirklicher Genuss. Diese Eleganz der Hiebe hatte kaum ein anderer aufzuweisen“. Als Inaktiver wechselte er an die Universität Leipzig, die Ludwig-Maximilians-Universität München und die Christian-Albrechts-Universität zu Kiel. 
Simmonds bestand 1879 in Kiel das medizinische Staatsexamen und wurde im selben Jahr zum Dr. med. promoviert. Bei Arnold Heller und Erwin von Esmarch im Reichsgesundheitsamt wandte er sich bakteriologischen Fragen zu. Nach anfänglicher Tätigkeit als praktischer Arzt in Hamburg widmete er sich vor allem der Pathologie. 1889 wurde er als Prosektor an das Alte AK St. Georg berufen. Anlässlich einer Reorganisation des Krankenhauses modernisierte er 1905 die Prosektur. Der Arbeit als Pathologe an einem zentralen Großstadtkrankenhaus entsprechend, forschte er auf mehreren Gebieten. Er veröffentlichte insgesamt 121 Publikationen über das männliche Geschlechtsorgan, Tuberkulose, Diabetes mellitus, Cholera, Erkrankungen endokriner Drüsen  u. a. Den Panhypopituitarismus hat er 1914 als Erster beschrieben; als Simmondssche Krankheit ist sie mit seinem Namen verbunden. 
Bei Gründung der Universität Hamburg im März 1919 wurde Simmonds als ordentlicher Honorarprofessor in den Lehrkörper berufen. Als der Kösener Senioren-Convents-Verband 1920 und 1921 die antisemitischen Beschlüsse gefasst hatte, legte der Jude Simmonds 1921 das Band der Tübinger Preußen nieder. So ist er in den Kösener Corpslisten 1930 nicht mehr aufgeführt. Nachdem er zwei Söhne überlebt hatte, erlag er mit 70 Jahren der Parkinson-Krankheit. Bei Borussia erhielt er noble und dankbare Nachrufe. Sein Kollegenfreund Eugen Fraenkel, mit dem er ab 1904 die radiologische Diagnostik begründete, starb gut drei Monate nach ihm am 20. Dezember 1925.

## Veröffentlichungen (Auswahl)
- Über Spondylitis deformans und ankylosierende Spondylitis. In: Fortschr. Rontgenstr. Band 7, 1903/1904, S. 51 ff.
- Über Hypophysisschwund mit tödlichem Ausgang. In: Deutsche Medizinische Wochenschrift. Band 40, 1914, Heft 7, S. 322–323.